# Gimegoults

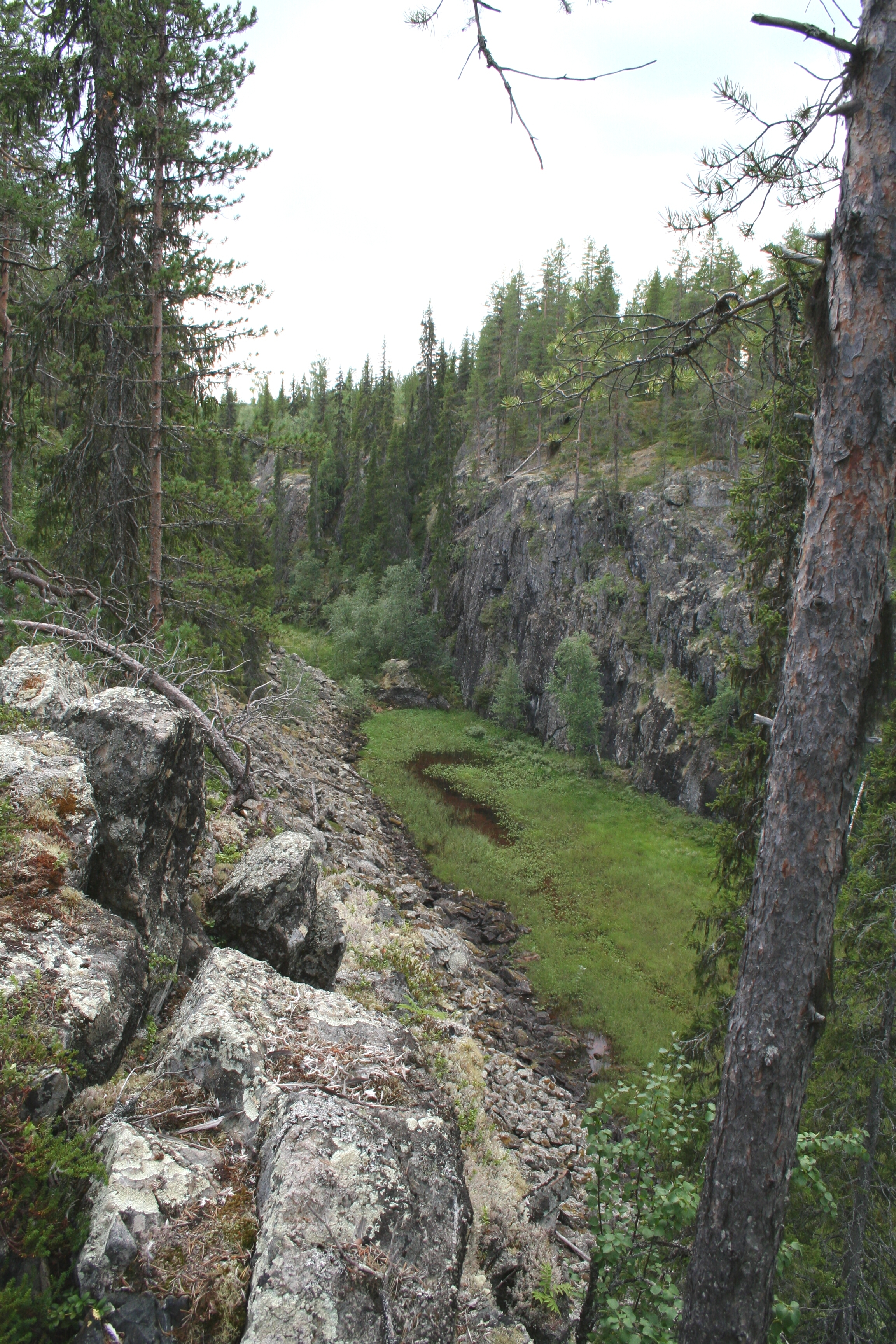
Gimegoults

Das Naturschutzgebiet Gimegoults in der schwedischen Provinz Västerbottens län umfasst eine 500 Meter lange und bis zu 30 Meter tiefe Verwerfungsspalte. Diese ist vor etwa 9000 Jahren durch das Schmelzwasser der kontinentalen Gletscher entstanden.
Gimegoults liegt etwa 15 Kilometer östlich von Sorsele in der Gemeinde Sorsele, unweit der  Europastraße 45 bei Heden.